# Ole Norrback

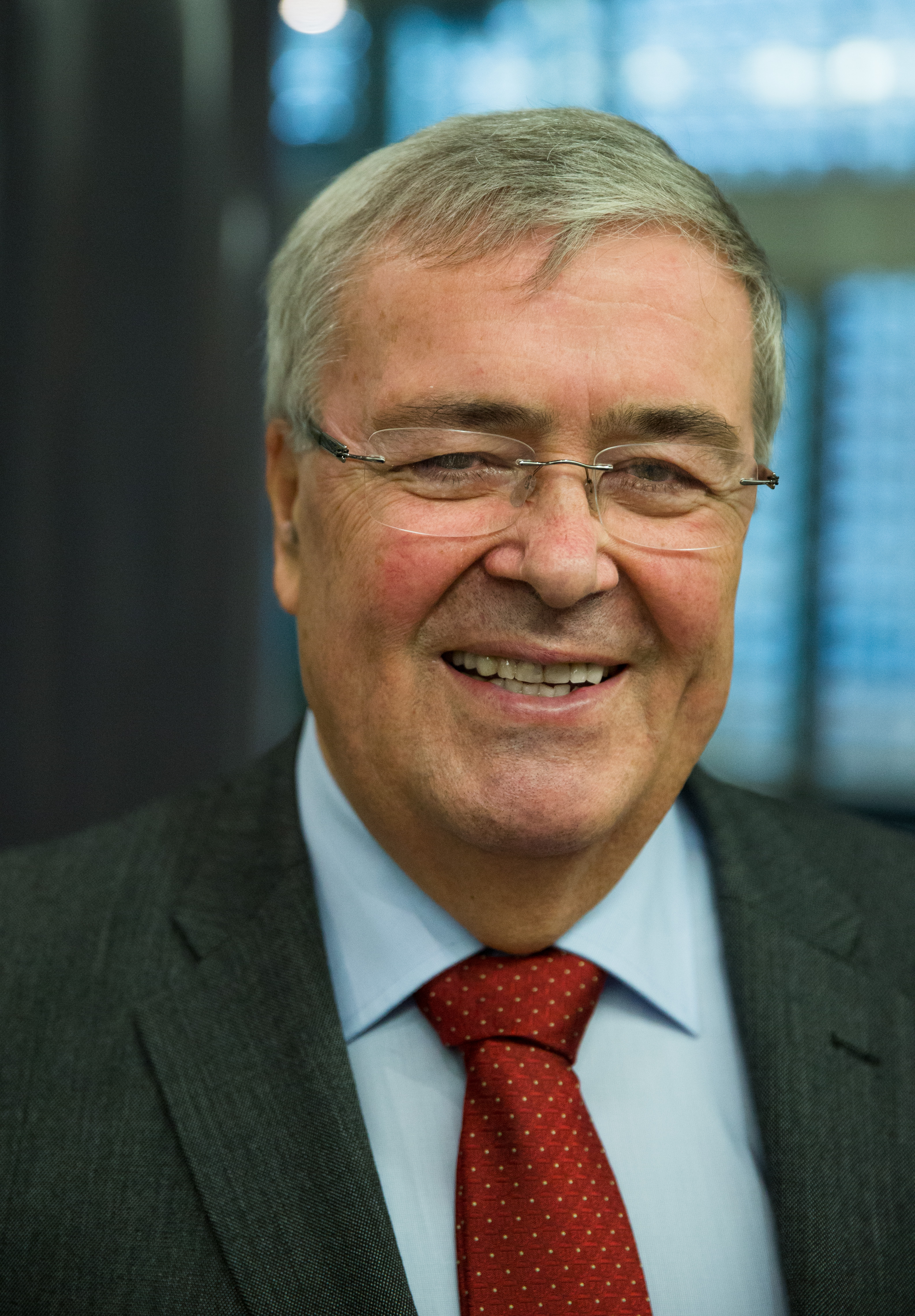
Ole Norrback

Johan Ole Norrback (* 18. März 1941 in Övermark, heute: Närpes) ist ein ehemaliger finnischer Politiker und Diplomat, der unter anderem von 1987 bis 1990 Verteidigungsminister und zwischen 1990 und 1998 Vorsitzender der Schwedischen Volkspartei SFP (Svenska folkpartiet) war. 

## Leben

### Lehrer, Parteifunktionär und Abgeordneter
Johan Ole Norrback, Sohn von Evald Norrback und dessen Ehefrau Olga Norrback Ehrsfolk, wurde nach einem Studium 1965 Lehrer an der Grundschule von Nykarleb. Daneben begann er sein Engagement in der Schwedischen Volkspartei SFP (Svenska folkpartiet) und war zwischen 1967 und 1971 Sekretär der SFP in der Region Österbotten. Daneben engagierte er sich in für die öffentlich-rechtliche Rundfunkanstalt Yleisradio und war dort zwischen 1969 und 1974 Mitglied des Rates für Programme in schwedischer Sprache. Er war von 1972 bis 1979 Mitglied des Vorstandes der SFP sowie von 1974 bis 1977 Vorsitzender der SFP in Vaasa. Zugleich war er 1974 Vorsitzender des Verwaltungsrates der Schwedisch-Finnischen Versicherungsgesellschaft sowie zwischen 1974 und 1983 Vorsitzender des Rates für Programme in schwedischer Sprache von Yleisradio. In dieser Zeit war er vom 30. September 1976 bis zum 15. Mai 1977 Politischer Sekretär und Berater von Verkehrsminister Ragnar Granvik sowie zwischen 1977 und 1979 Vorsitzender der SFP in der Region Österbotten. Er war 1978 ferner Mitglied des Wahlkollegiums für die Präsidentschaftswahl.
Bei der Wahl am 18. und 19. März 1979 wurde Norback für Svenska folkpartiet erstmals zum Mitglied des Reichstages (Eduskunta) gewählt und gehörte diesem bis zunächst bis zum 20. März 1987 an. Er war ferner von 1981 bis 1992 Mitglied des Stadtrates von Vaasa. Während seiner Parlamentszugehörigkeit fungierte er zwischen dem 6. April 1983 und dem 20. März 1987 als Vorsitzender der SFP-Fraktion im Reichstag.

### Minister, Parteivorsitzender und Botschafter
Im Kabinett Holkeri übernahm Ole Norrback am 30. April 1987 sein erstes Ministeramt und fungierte bis zu seiner Ablösung durch Elisabeth Rehn am 13. Juni 1990 als Verteidigungsminister (Puolustusministeri). Er selbst wurde daraufhin im Zuge einer Kabinettsumbildung am 13. Juni 1990 als Nachfolger von Christoffer Taxell Bildungsminister (Opetusministeri) und hatte dieses Amt bis zum 26. April 1991 inne. Zugleich fungierte er zwischen dem 30. April 1987 und dem 26. April 1991 auch als Minister im Ministerium für Land- und Forstwirtschaft. Am 10. Juni 1990 hatte er Christoffer Taxell auch als Vorsitzender der Schwedischen Volkspartei SFP (Svenska folkpartiet) abgelöst und bekleidete diese Funktion mehr als acht Jahre lang bis zum 14. Juni 1998, woraufhin Jan-Erik Enestam seine Nachfolge antrat. Als solcher war er bei den Wahlen am 17. März 1991 auch Spitzenkandidat seiner Partei, die 149.476 Stimmen (5,48 Prozent) und zwölf Sitze erhielt. Er selbst wurde dabei auch wieder zum Mitglied des Reichstages gewählt und gehörte diesem nunmehr bis zum 23. März 1999 an. In dem anschließend gebildeten Kabinett Aho bekleidete er zwischen dem 26. April 1991 und dem 13. April 1995 das Amt als Verkehrsminister (Liikenneministeri).
Bei den Wahlen am 19. März 1995 war Norrback erneut Spitzenkandidat er Schwedischen Volkspartei, die 142.874 Stimmen (5,14 Prozent) und wieder zwölf Mandate erhielt. In dem daraufhin gebildeten Kabinett Lipponen I war er vom 13. April 1995 bis zum 15. April 1999 Minister im Amt des Ministerpräsident, Minister im Ministerium für Handel und Industrie sowie als Minister im Außenministerium auch Europaminister (Eurooppa-ministeri). Nach seinem Ausscheiden aus Regierung und Reichstag wechselte er in den diplomatischen Dienst und war zuerst von 1999 bis 2003 Botschafter in Norwegen sowie anschließend zwischen 2003 und 2007 Botschafter in Griechenland.
Aus seiner 1959 geschlossenen Ehe mit Vivi-Ann Lindqvist gingen die Kinder Kristina Norrback und Anders Norrback hervor. Sein Sohn Anders Norrback wurde bei den Wahlen am 14. April 2019 für die Schwedische Volkspartei ebenfalls zum Mitglied des Reichstages gewählt.